# Севенны (национальный парк)
Севенны (фр. Parc national des Cévennes) — национальный парк во Франции.
Парк образован на территории Севеннских гор в 1970 году. Сегодня его территория — 913 км². Это один из десяти национальных парков Франции и один из семи на территории метрополии.
Основная территория Севенн расположена в департаментах Гар и Лозер, небольшая часть в Ардеше и Авероне.
Администрация парка расположена во Флоракском замке в городе Флорак.
В нижнем поясе гор южного и восточного склонов преобладает средиземноморская кустарниковая растительность, выше, на плато, — каштановые и буковые леса, сменяющиеся хвойными (из сосны, ели, пихты), выше — луга. Высшая точка — Мон-Лозер (1699 м). В состав парка также входит пещера Авен-Арман.
Национальный парк является частью объекта Всемирного наследия ЮНЕСКО «Коcы и Севены, средиземноморский агро-пастбищный культурный ландшафт».